# Chrysomya defixa
Chrysomya defixa är en tvåvingeart som först beskrevs av Walker 1856.  Chrysomya defixa ingår i släktet Chrysomya och familjen spyflugor. Inga underarter finns listade i Catalogue of Life.